# Zoo Eekholt

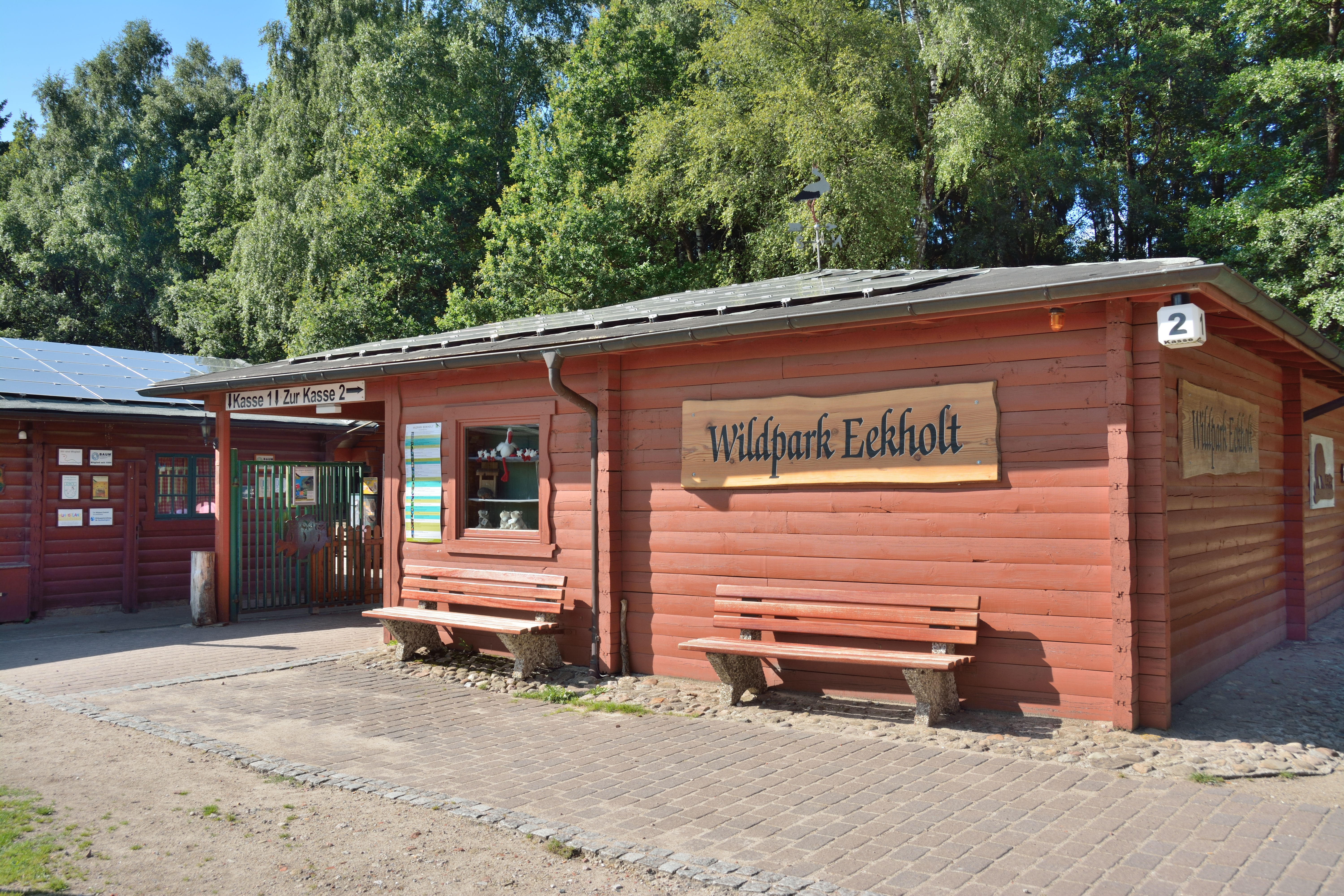
Entrée 2013

Le Zoo Eekholt (Wildpark Eekholt en allemand) est situé près de Großenaspe (Land du Schleswig-Holstein). Il héberge environ 100 espèces européennes soit plus de 700 animaux sur une superficie de 67 hectares.
Le zoo a été fondé en 1970. Il est aussi un lieu d'éducation à la protection de l'environnement.